# Pangium edule
Pangium edule ist die einzige Art der monotypischen Pflanzengattung Pangium in der Familie der Achariaceae. Deutschsprachige Trivialnamen sind auch Pangibaum oder Kepayangbaum. Alle Pflanzenteile sind giftig. Das Artepitheton edule ist lateinisch, bedeutet essbar und bezieht sich auf den Samen. Der Samen wird erst nach Vorbehandlung als Keluak oder Kepayang in der indonesischen und malaiischen Küche als Gewürz besonders geschätzt.

## Beschreibung

### Vegetative Merkmale

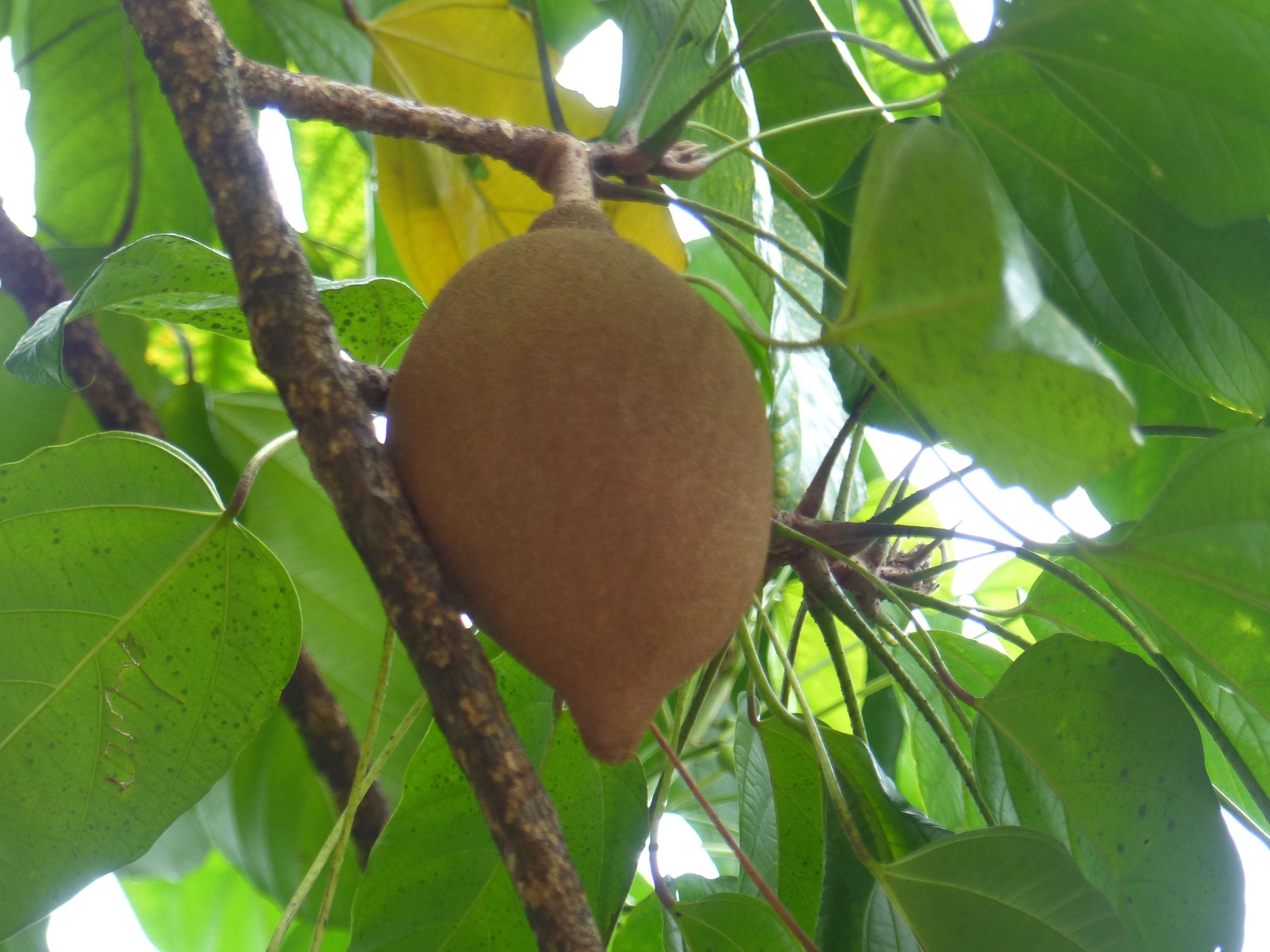
Gestielte Frucht

Pangium edule wächst als immergrüner Baum mit dichter Krone und erreicht Wuchshöhen von bis zu 25–40 Metern oder mehr. Der Stammdurchmesser kann gut 1 Meter oder mehr erreichen. Am aufrechten Stamm sind teils meterhohe Brettwurzeln vorhanden. Die Borke ist relativ glatt und grau-bräunlich. Erst im Alter von 15 Jahren beginnt der Baum Früchte zu tragen und er kann sehr alt werden.
Die Laubblätter junger Exemplare sind wesentlich größer als von älteren Bäumen. Die wechselständig, spiralig angeordneten, großen und kahlen Laubblätter sind in Blattstiel und eine Blattspreite gegliedert. Die langen Blattstiele sind 20–50 cm lang. Die einfachen, ganzrandigen Blattspreiten sind bei einer Länge von etwa 15–40 Zentimetern ei- bis herzförmig und spitz, zugespitzt oder bespitzt, an ältere Exemplaren sind sie manchmal mehr oder weniger drei- oder mehrlappig. Die Blattnervatur ist handförmig. Nebenblätter fehlen.

### Generative Merkmale
Pangium edule ist meistens zweihäusig getrenntgeschlechtig (diözisch), die weiblichen und männlichen Blüten befinden sich also auf verschiedenen Exemplaren. Zwittrige Blüten können aber vorkommen. Die oft hängenden Blüten befinden sich an langen Stielen. Die weiblichen, achselständigen Blüten erscheinen meist einzeln und die männlichen in wenigblütigen, langstieligen und traubig-rispigen Blütenständen.
Die meist eingeschlechtigen, relativ großen, etwa vier- bis sechszähligen, leicht duftenden Blüten besitzen eine doppelte Blütenhülle. Der Blütenkelch der kegeligen Knospe, teilt sich in unregelmäßige, zwei bis vier, kleinere und grüne Kelchlappen. Die vier bis acht, dachziegelig angeordneten, zurückgelegten und fleischigen, eilanzettlichen bis länglichen Kronblätter sind grünlich gefärbt. Jedes Kronblatt trägt innen an seiner Basis eine größere, orange-bräunliche, anfangs fleischige, feinspitzige bis leicht fransige und rundliche Schuppe (Nebenkrone). Die männlichen Blüten enthalten etwa 20–25 freie, kurze Staubblätter mit dicklichen, weißen und fleischigen Staubfäden mit weiß-rötlichen, beweglichen Antheren. Die weiblichen Blüten besitzen einige bis viele, kleine und pfriemliche Staminodien. Der einkammerige, große und zylindrische Fruchtknoten ist oberständig mit sitzender, scheibenförmiger Narbe.
Die große, ei- bis birnenförmige, bräunliche Frucht (Beere) hängt einzeln an den Zweigen, wie ein Straußenei, sie ist etwa 20–30 cm lang und wiegt bis zu 2,5 kg oder mehr. Die dickschalige, mehrsamige und nicht öffnende, raue, kahle Frucht ist gemustert und warzig-punktiert und enthält etwa 15–30 große, kastanienartige, klumpige Samen, die unregelmäßig geformt und geschichtet sind. Die anfangs ledrige und dann zur Reife weiche Frucht erinnert an die Paranussfrucht, die zur Familie der Topffruchtbaumgewächse gehört. Der große, nussartige und dickschalige, recht harte, mehr oder weniger abgeflachte, rundliche bis eiförmige oder eckige Samen (3 bis 6 cm × 2 cm × 4 cm) wiegt zwischen 15 und 25 g mit einem nach Mandeln oder Haselnuss schmeckenden, weichen, weißen Kern. Der Kern wird nicht frisch verzehrt, da er sonst giftig ist. Die Samen sind von einem weiß-gelblichen, ölig-fleischigen und essbaren Arillus umhüllt, oder einer Sarkotesta, der/die dann eintrocknet und abfällt, anhaftend, darunter, befindet sich eine erst schwärzliche und dann gräuliche bis später bräunliche, ledrig-holzige und adrige Schale (Sklerotesta). Darunter sitzt, relativ lose, der innere Kern mit einer dunkelbraunen bis schwärzlichen, dünnen und harten Schale (Endotesta). Die Samen mit einem länglichen und lippigen Hilum sind gut schwimmfähig.

## Systematik
Der Gattungsname Pangium stammt aus der vorlinnaeischen Zeit und wurde von Georg Eberhard Rumpf geprägt. Der deutsch-niederländische Naturforscher lebte 45 Jahre auf Ambon. Er nannte andere Namen wie: Pangi, Capaya, Copaya und übernahm die einheimischen Namen der fertigpräparierten Samen als Caluac und Colowac (indonesisch: Keluak oder Kluwak).
Der akzeptierte Name Pangium edule geht auf Caspar Georg Carl Reinwardt zurück. Das Artepitheton lateinisch edulis suggeriert essbare Pflanzenteile. Erst nach Vorbehandlung des Samens ist der Kern in der Küche als „Keluak“ verwertbar.
Pangium edule ist die Typusart der Gattung Pangium und vermutlich deren einzige Art. In der Gattung wurden Pangium außerdem die Arten Pangium ceramense Teijsm. & Binn. ex Slooten, Pangium naumannii Warb. und Pangium rumphii Voigt beschrieben, die aber von den meisten Bearbeitern als Synonyme aufgefasst werden. Synonyme für Pangium edule Reinw. sind: Hydnocarpus edulis (Reinw.) Peterm.,  Hydnocarpus polyandra Blanco.
Die Pangium gehört mit etwa zehn anderen Gattungen zur Tribus Pangieae innerhalb der Familie Achariaceae.

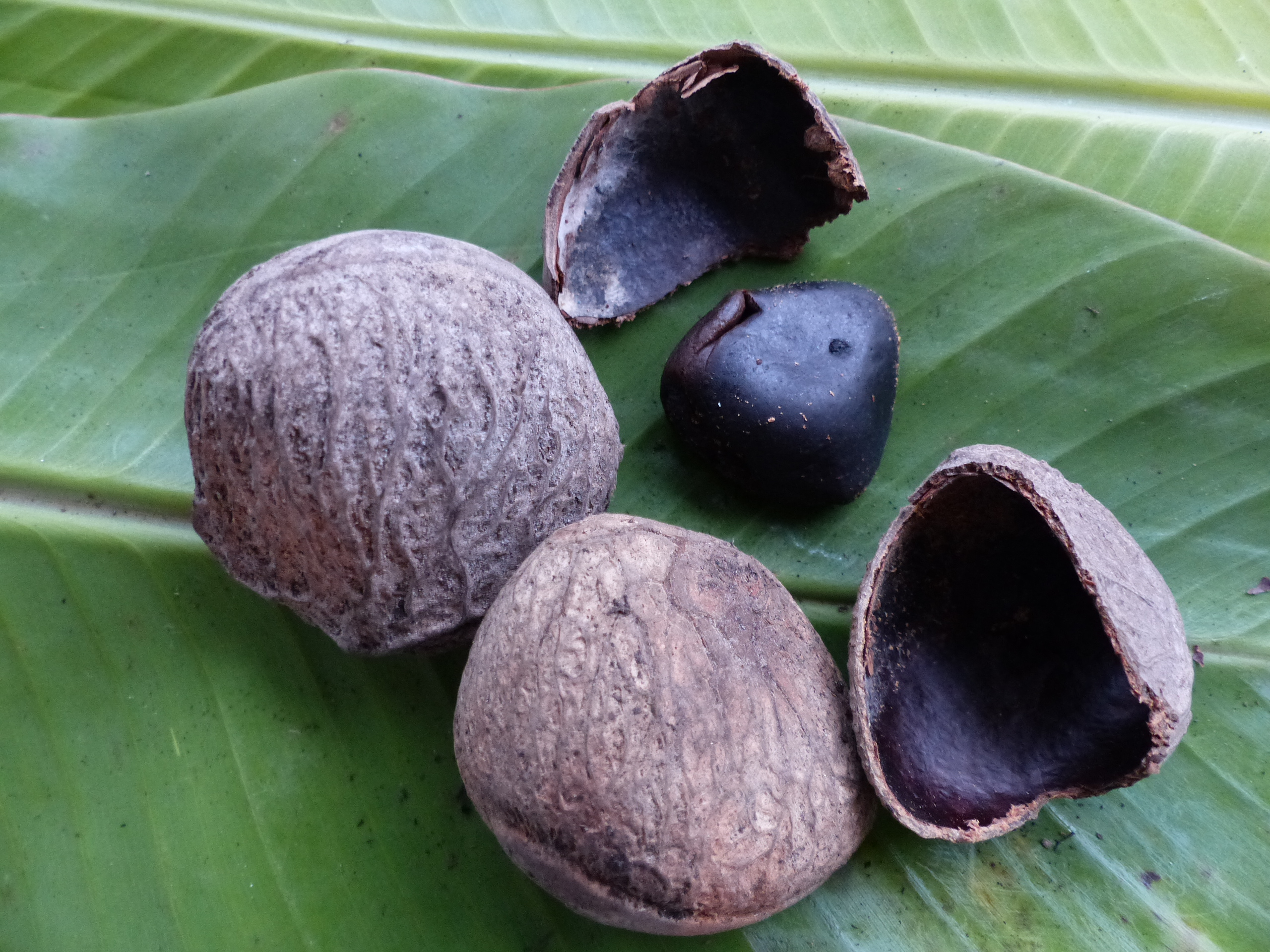
Keluak, geschlossene und geöffnete Samen

## Vorkommen und Nutzung
Pangium edule ist in Südostasien bis nach Papua-Neuguinea verbreitet und gedeiht in Feuchtgebieten der Mangrovenwälder. Pangium edule wird selten kultiviert. Die Samen für die Verarbeitung zu Keluak stammen meist aus Wildbeständen.
Der Samenkern ist roh giftig, die Konzentration von Blausäure ist recht hoch. Nach mehrmaligem Waschen und Kochen sowie anschließendem Vergraben des Samens für einige Tage in Erde oder Stroh wird der Samenkern fermentiert und färbt sich schwarz bis schwarz-braun. Diese als „Keluak“ bezeichnete Samen des Pangi-Baumes können in der Küche sicher verwertet werden.
Aus den Samen kann auch ein Öl erhalten werden, dieses muss aber hitzebehandelt werden um die Giftstoffe zu neutralisieren. Früher wurde es in der Küche zum Backen oder als Lampenöl benutzt. Auch die süßliche und aromatische Fruchtpulpe der reifen Früchte kann verzehrt werden.
Keluak ist die Hauptzutat von Rawon (Rindfleischsuppe) in Ostjava, für die Peranakan-Küche (Hühnerfleischgericht) in Malaysia und Singapur und von Pamarassan (Schweinefleischgericht) bei den Toraja auf Sulawesi. Die Waldbevölkerung verwendete die Baumrinde und Blätter als Schädlingsbekämpfungsmittel (Insektizid) und zur Wundheilung.
Obwohl Pflanzenteile des Pangi-Baumes für die meisten Tiere wie Hühner, Rinder und Fische schädlich sind, werden herabfallende Früchte dieses Baums von Togian-Hirscheber, Sulawesi-Riesenhörnchen und Tonkean-Makak verzehrt.
Im Botanischen Garten von Singapur steht ein alter Baum, und hier wird vor dem „Dangerous Keluak“ gewarnt.
Das Holz ist hart, aber nicht sehr haltbar, es kann für einige Anwendungen genutzt werden.